# 巴格敦 (馬里蘭州)
巴格敦（英語：Bagtown）是位於美國馬里蘭州華盛頓縣的一個普查規定居民點。

## 人口
根據2020年美國人口普查的數據，巴格敦的面積為1.41平方千米，當中陸地面積為1.41平方千米，而水域面積為0.00平方千米。當地共有人口321人，而人口密度為每平方千米227.66人。